# Apioclypea livistonae
Apioclypea livistonae är en svampart som beskrevs av K.D. Hyde 1994. Apioclypea livistonae ingår i släktet Apioclypea och familjen Clypeosphaeriaceae.   Inga underarter finns listade i Catalogue of Life.